# Адам III фон Хунолщайн
Адам III фон Хунолщайн (на немски: Adam III Vogt von Hunolstein; * 1505/1506; † 26 юли 1540 в дворец Оберхомбург в Гранд Ест) е фогт и господар на замък Хунолщайн в Морбах в Хунсрюк (Рейнланд-Пфалц) от младата линия на рода.
Той е най-големият син на фогт Адам II фон Хунолщайн († 1520) и съпругата му Елизабет фон Ратзамхаузен цу Щайн († 1529), дъщеря на рицар Егенолф V фон Ратзамхаузен († сл. 1510) и Маргарета фон Лионкурт († сл. 1481), наследничка на Оберхомбург.
Адам III фон Хунолщайн умира на 26 юли 1540 г. в дворец Оберхомбург в Гранд Ест на ок. 35 години, вероятно е отровен. Погребан е в гробницата на евангелската църква в Мерксхайм. Съпругата му Мария живее във вдовишката си резиденция в Мерксхайм, въвежда там реформацията и е погребана до него.

## Фамилия
Адам III фон Хунолщайн се жени на 18 ноември 1529 г. за Мария Хилхен фон Лорх (* ок. 1508; † 5 октомври 1561 в Мерксхайм или 5 октомври 1565), дъщеря на рицар и императорски фелдмаршал Йохан Хилхен фон Лорх (1484 – 1548) и Доротея фон Рюдесхайм († 1512). Те имат две деца:
- Йохан IV фон Хунолщайн (* 1532; † ок. ноември 1579), женен на 2 юли 1556 г. за Елизабет фон Хаген-Мотен (* 1540; † 27 декември 1602), дъщеря на Каспар фон Хаген-Бушфелд († 1561) и Мария Барбара фон Щайнкаленфелс († сл. 1552); имат девет деца
- Барбара фон Хунолщайн (* 1536; † 18 май 1598, Шалоденбах), омъжена за Георг Вилхелм фон Зикинген (* 16 септември 1537; † 22 април 1579/12 юли 1581, Лауденбах), син на Франц Конрад фон Зикинген (1511 – 1575) и Луция фон Андлау (1514 – 1547)